# Eugène Teysen
Eugène Teysen (1951) is een Belgisch voormalig bankier.

## Levensloop
Eugène Teysen studeerde rechten aan de Ufsia in Antwerpen en de Katholieke Universiteit Leuven en behaalde een MBA aan de Vlerick School Gent. In 1977 ging hij aan de slag bij Chase Manhattan en in 1983 werd hij lid van het directiecomité van Chase. In 1989 werd hij directeur-generaal van Crédit Lyonnais België, de vroegere Chase Manhattan Bank. In januari 1993 werd Teysen lid van het directiecomité van AG en in augustus 2005 voorzitter van het directiecomité van AXA Duitsland. In oktober 2006 werd hij lid van het uitvoerend comité van de AXA-groep en in januari 2007 algemeen directeur van de fusiegroep AXA/Winterthur in België in opvolging van Alfred Bouckaert. Eind 2009 stapte Teysen op als topman van de Belgische activiteiten van AXA en werd hij door Emmanuel de Talhouët opgevolgd.